# Честер Хајтс (Пенсилванија)
Честер Хајтс (енгл. Chester Heights) град је у америчкој савезној држави Пенсилванија.

## Демографија
По попису из 2010. године број становника је 2.531, што је 50 (2,0%) становника више него 2000. године.
| Група             | 2000.         | 2010.         |
| Белци             | 2.301 (92,7%) | 2.313 (91,4%) |
| Афроамериканци    | 57 (2,3%)     | 84 (3,3%)     |
| Азијати           | 47 (1,9%)     | 81 (3,2%)     |
| Хиспаноамериканци | 32 (1,3%)     | 37 (1,5%)     |
| Укупно            | 2.481         | 2.531         |